# 阿拉欧阿帕哈
阿拉歐阿帕哈 (阿拉伯语：‎, Alláh-u-Abhá; lit. God is the Most Glorious)是巴哈伊信徒见面时的问候语。阿帕哈是巴哈一词的最高级形态，是“至大圣名”的一种形式。根据巴哈伊信仰的创立者巴哈欧拉在其律法书《亚格达斯经》中的描述，巴哈伊信徒被要求每日吟诵九十五遍“阿拉歐阿帕哈”。这句话的意义和伊斯兰教中安拉胡阿克巴 （阿拉伯语：“真主至大”）或 苏卜哈南拉西（“安拉超绝”）的使用场景类似。阿拉歐阿帕哈在表达问候和告别时均可使用。
是“阿拉”的主格形态，意为“上帝”；是“巴哈”的从格形态，意为“美丽”、“光辉”。“阿拉歐阿帕哈”常被翻译为“上帝是至为荣耀的”。